# Eutrophie
Als eutroph bzw. Eutrophie (von griech. εύτροφος, gut nährend, nährstoffreich) wird der gute Ernährungszustand von Organismen und der sie nährenden Umgebung bezeichnet. Der Begriff hat jedoch mehrere, leicht voneinander abweichende Bedeutungen.

## Medizin
Die Medizin versteht unter Eutrophie
- einen guten Ernährungszustand des Körpers, insbesondere von Säuglingen (vgl. Trophik)
- die regelmäßige und ausreichende Versorgung eines Organs mit Nährstoffen
- normales Muskelvolumen

Gegenteilig siehe Dystrophie, Atrophie.

## Geowissenschaften
In den ökologischen Wissenschaften bedeutet Trophie die Versorgung eines Lebensraums bzw. Standorts mit abiotischen (anorganischen) Nährstoffen. Dabei ist ihre Verfügbarkeit entscheidend, nicht die Bindungsform; zur Trophie beitragende Nährstoffe können also organisch (als Biomasse) oder anorganisch gebunden vorliegen. Unlöslich festgelegte und dadurch nicht verfügbare Nährstoffe, z. B. in unlöslichen Mineralen, tragen hingegen nicht zur Trophie bei. Oft werden bei der Trophieeinstufung nur die Hauptnährelemente, in erster Linie Stickstoff und Phosphor, berücksichtigt. Dabei ist in terrestrischen Lebensräumen meist Stickstoff von größter Bedeutung, in Gewässern ist es Phosphor.
Eutrophierung bedeutet die Anreicherung eines vorher gering versorgten Lebensraums mit Nährstoffen, also eine Verbesserung der Wuchsmöglichkeit für Pflanzen. Dies ist nicht immer positiv, oft kommt es zu einem für den gesamten Lebensraum schädlichen Überangebot an Nährstoffen, der zu schwerwiegenden Nachteilen, wie zum Beispiel anoxischen Verhältnissen (Sauerstoffschwund) in Gewässern führen kann, dies kann mit Massensterben zahlreicher Organismen einhergehen. Auch in terrestrischen Ökosystemen sind eutrophe Lebensräume oft artenärmer, wodurch Eutrophierung zum Artenrückgang beiträgt.

Das Gegenteil zur Eutrophie ist hier die Oligotrophie: karg, nährstoffarm, betr. Pflanzenernährung.
Die Pedologie meint mit eutropher Boden ein nährstoffreiches Bodensubstrat.
In der Gewässerkunde ist die Eutrophie eine der Trophiestufen im Trophiesystem, sie ist durch gute Nährstoffversorgung der Pflanzen, ohne Nährstoffmangel, gekennzeichnet.